# Park Narodowy Alberto de Agostini
Park Narodowy Alberto de Agostini (hiszp. Parque nacional Alberto de Agostini) – park narodowy w Chile położony w regionie Magallanes, w prowincjach Magallanes (gmina Punta Arenas), Ziemia Ognista (gmina Timaukel) i Antarktyka Chilijska (gmina Cabo de Hornos). Został utworzony 22 stycznia 1965 roku i zajmuje obszar 14 600 km². Od 2005 roku wraz z Parkiem Narodowym Przylądka Horn i Parkiem Narodowym Yendegaia stanowi rezerwat biosfery UNESCO o nazwie „Cabo de Hornos”.

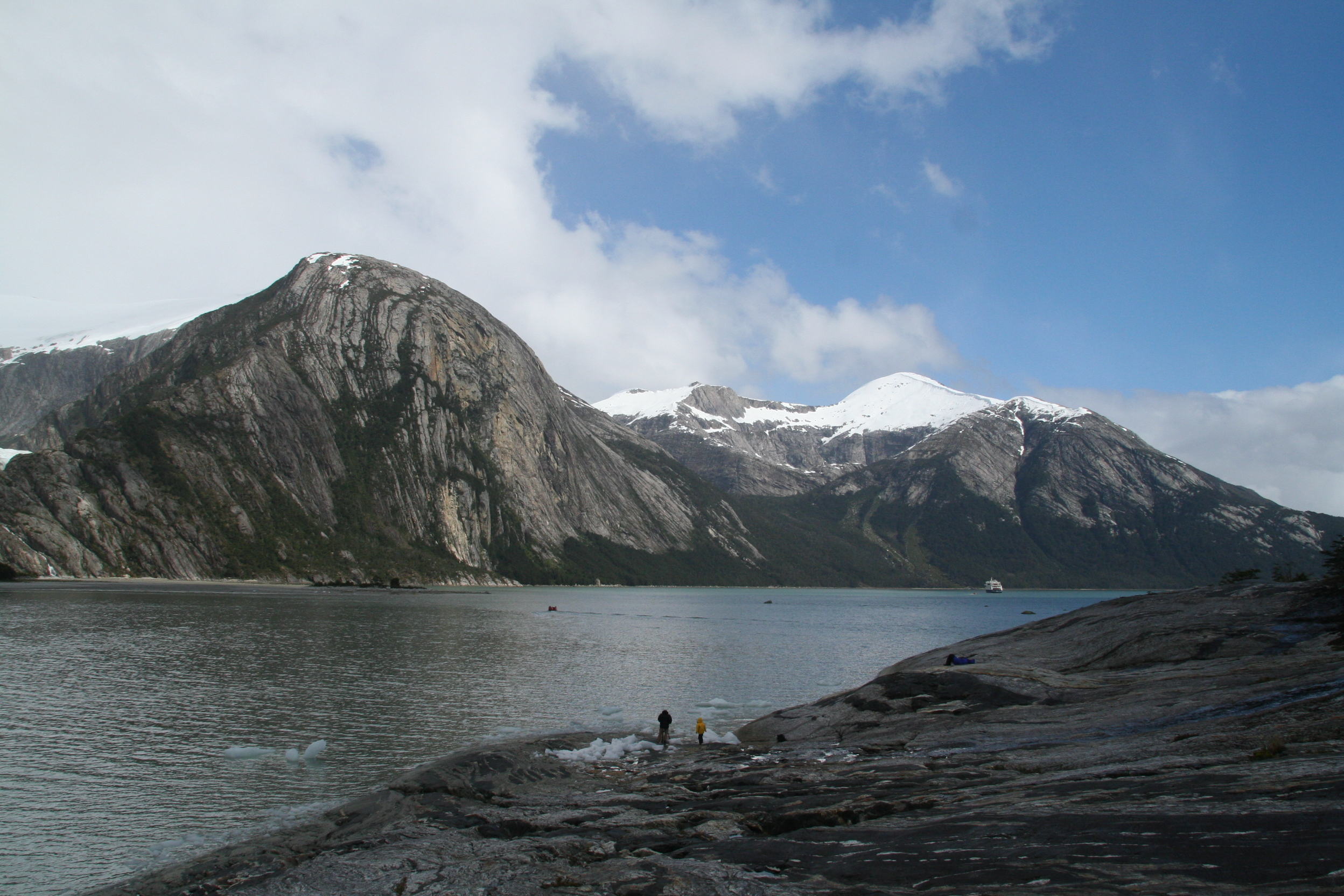

## Opis
Park obejmuje dużą część archipelagu Ziemia Ognista. Jest to zachodni fragment wyspy Ziemia Ognista oraz kilkanaście wysp (m.in. Gordon, Londonderry, część Hoste) wraz z Kanałem Beagle. Przez park ciągnie się najbardziej wysunięta na południe część Andów – pasmo górskie Cordillera Darwin z najwyższymi szczytami Monte Darwin i Monte Shipton (oba powyżej 2400 m n.p.m.).
Średnia temperatura latem to +9 °C, zimą +2 °C.

## Flora
Dużą część parku pokrywają lodowce. Tylko na niżej położonych obszarach występuje tundra subantarktyczna i lasy. W lasach dominują drzewa Nothofagus betuloides, Drimys winteri, bukan chilijski i Nothofagus pumilio.

## Fauna
Ssaki żyjące w parku to m.in.: nibylis andyjski, nibylis argentyński, amfitryta lamparcia, tonin chilijski, uchatka patagońska, mirunga południowa, delfinowiec południowy, długopłetwiec oceaniczny, wydrak patagoński, wydrak południowy. Występuje tu 49 gatunków ptaków, zarówno lądowych jak i morskich. Są to m.in.: albatros czarnobrewy, mewa południowa, elenia białoczuba, krytonosek magellański, dzięcioł magellański.